# Lake Monticello
Lake Monticello és una concentració de població designada pel cens dels Estats Units a l'estat de Virgínia. Segons el cens del 2000 tenia 6.852 habitants.

## Demografia
Segons el cens del 2000, Lake Monticello tenia 6.852 habitants, 2.754 habitatges, i 2.194 famílies. La densitat de població era de 301,7 habitants per km².
Dels 2.754 habitatges en un 32,1% hi vivien nens de menys de 18 anys, en un 70,8% hi vivien parelles casades, en un 6,7% dones solteres, i en un 20,3% no eren unitats familiars. En el 15,8% dels habitatges hi vivien persones soles el 5,7% de les quals corresponia a persones de 65 anys o més que vivien soles. El nombre mitjà de persones vivint en cada habitatge era de 2,49 i el nombre mitjà de persones que vivien en cada família era de 2,77.
Per edats la població es repartia de la següent manera: un 23,6% tenia menys de 18 anys, un 3,7% entre 18 i 24, un 31% entre 25 i 44, un 23,4% de 45 a 60 i un 18,3% 65 anys o més.
L'edat mediana era de 39 anys. Per cada 100 dones de 18 o més anys hi havia 89,3 homes.
La renda mediana per habitatge era de 55.556 $ i la renda mediana per família de 63.641 $. Els homes tenien una renda mediana de 43.319 $ mentre que les dones 30.332 $. La renda per capita de la població era de 25.226 $. Entorn de l'1,2% de les famílies i l'1,8% de la població estaven per davall del llindar de pobresa.

## Poblacions més properes
El següent diagrama mostra les poblacions més properes.